# 包络
物理学和工程学中，振荡信号的包络是一条勾勒出极值的光滑曲线。因此，包络将恒定振幅的概念推广为瞬时振幅。下图展示了在上包络与下包络之间振荡的调制正弦曲线。包络函数可以是时间、空间、角度或任何变量的函数。

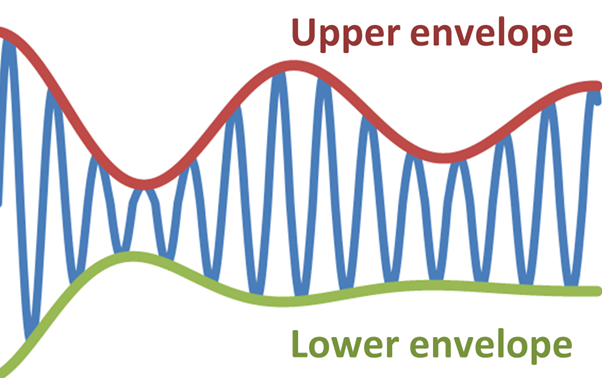
调制正弦曲线的包络

## 拍频波

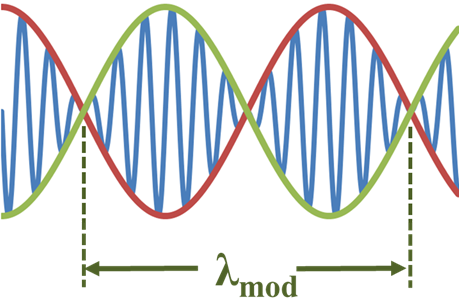
由两个振幅相同、波长和频率几乎相同的正弦波相加产生的调制波。

在空间x和时间t中产生包络函数的常见情况是波长和频率几乎相同的两个波的叠加：
{\displaystyle {\begin{aligned}F(x,\ t)&=\sin \left[2\pi \left({\frac {x}{\lambda -\Delta \lambda }}-(f+\Delta f)t\right)\right]+\sin \left[2\pi \left({\frac {x}{\lambda +\Delta \lambda }}-(f-\Delta f)t\right)\right]\\[6pt]&\approx 2\cos \left[2\pi \left({\frac {x}{\lambda _{\rm {mod}}}}-\Delta f\ t\right)\right]\ \sin \left[2\pi \left({\frac {x}{\lambda }}-f\ t\right)\right]\end{aligned}}}
其中使用了两个正弦波相加的三角函数，以及近似值Δλ ≪ λ：
{\displaystyle {\frac {1}{\lambda \pm \Delta \lambda }}={\frac {1}{\lambda }}\ {\frac {1}{1\pm \Delta \lambda /\lambda }}\approx {\frac {1}{\lambda }}\mp {\frac {\Delta \lambda }{\lambda ^{2}}}.}
此处调制波长λmod来自下式：
{\displaystyle \lambda _{\rm {mod}}={\frac {\lambda ^{2}}{\Delta \lambda }}\ .}
调制波长是包络波长的两倍，因为余弦波的每半个波长都控制着正弦波的正负值。同样，拍频是包络波的频率，是调制波频率的两倍，即2Δf。
如果这种波是声波，耳朵听到的是与f有关的频率，振幅随拍频的变化而变化。

### 相速度与群速度
除2π之外，上述正弦波的参数是：
{\displaystyle \xi _{C}=\left({\frac {x}{\lambda }}-f\ t\right)\ ,}
{\displaystyle \xi _{E}=\left({\frac {x}{\lambda _{\rm {mod}}}}-\Delta f\ t\right)\ ,}

红色方块以相速度移动，绿色圆圈以群速度传播。

下标C、E分别指载波和包络。同样的振幅F来自相同的ξC、ξE值，在适当相关的x、t选择下，每个本身都可能返回到相同的值。这种不变性意味着可以在空间中追踪波形，并找到固定振幅的位置在时间中传播时的速度；要使载波参数保持不变，条件为：
{\displaystyle \left({\frac {x}{\lambda }}-f\ t\right)=\left({\frac {x+\Delta x}{\lambda }}-f(t+\Delta t)\right)\ ,}
这表明，要保持恒定振幅，距离Δx与时间间隔Δt的关系是相速度 vp
{\displaystyle v_{\rm {p}}={\frac {\Delta x}{\Delta t}}=\lambda f\ .}
另一方面，同样的考虑表明包络线是群速度 vg:
{\displaystyle v_{\rm {g}}={\frac {\Delta x}{\Delta t}}=\lambda _{\rm {mod}}\Delta f=\lambda ^{2}{\frac {\Delta f}{\Delta \lambda }}\ .}
引入波向量k，可得更常见的群速度表达式：
{\displaystyle k={\frac {2\pi }{\lambda }}\ .}
注意到，对于微小变化Δλ而言，相应的波向量小变化Δk为：
{\displaystyle \Delta k=\left|{\frac {dk}{d\lambda }}\right|\Delta \lambda =2\pi {\frac {\Delta \lambda }{\lambda ^{2}}}\ ,}
于是群速度可重写为：
{\displaystyle v_{\rm {g}}={\frac {2\pi \Delta f}{\Delta k}}={\frac {\Delta \omega }{\Delta k}}\ ,}
其中ω是以弧度/秒为单位的频率：ω = 2πf。在所有介质中，频率和波向量都与色散关系ω = ω(k)有关，群速度可以写成：
{\displaystyle v_{\rm {g}}={\frac {d\omega (k)}{dk}}\ .}
在经典真空等介质中，电磁波的色散关系为：
{\displaystyle \omega =c_{0}k}

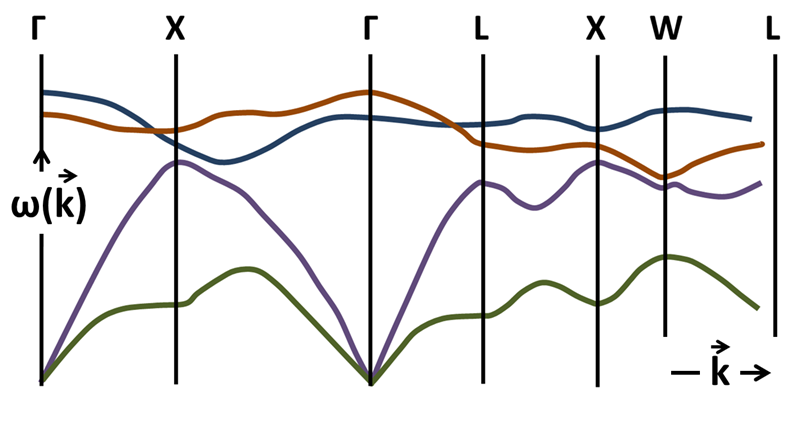
与GaAs晶格振动对应的某些波的色散关系ω=ω(k)。

其中c0是经典真空中的光速。这种情况下，相速度和群速度都是c0。
在所谓色散介质中，色散关系可能是波向量的复杂函数，相速度和群速度也不尽相同。例如，对于GaAs中原子振动（声子）表现出的几种波，不同波向量k方向的色散关系如图所示。一般而言，相速度和群速度的方向可能不同。

## 函数近似

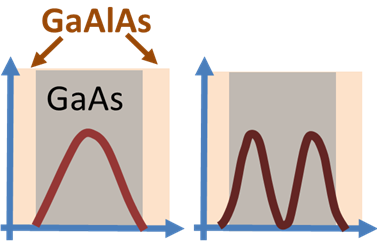
根据包络函数计算的GaAs-GaAlAs异质结中160Ǻ GaAs量子阱最低两个量子态的电子概率。

凝聚态物理学中，晶体中移动电荷载流子的能量本征函数可表为布洛赫波：
{\displaystyle \psi _{n\mathbf {k} }(\mathbf {r} )=e^{i\mathbf {k} \cdot \mathbf {r} }u_{n\mathbf {k} }(\mathbf {r} )\ ,}
其中n是带的编号（如导带或价带），r是空间位置，k是波矢。指数是正弦变化函数，对应一个缓慢变化的包络，调制波函数un, k的快速变化部分，描述波函数在晶格原子核心附近的行为。包络只限于晶体布里渊区限定范围内的k值，这就限制了它随位置r变化的速度。
用量子力学确定载流子行为时，通常使用包络近似法。其中薛定谔方程被简化到仅指包络的行为，边界条件直接应用于包络函数，而非完整的波函数。例如，被困在杂质附近的载流子波函数受包络函数F支配，函数是布洛赫函数的叠加：
{\displaystyle \psi (\mathbf {r} )=\sum _{\mathbf {k} }F(\mathbf {k} )e^{i\mathbf {k\cdot r} }u_{\mathbf {k} }(\mathbf {r} )\ ,}
其中包括F(k)的傅立叶分量由近似薛定谔方程求得。在某些应用中，周期部分uk被带缘附近的值取代，如k=k0，接着：
{\displaystyle \psi (\mathbf {r} )\approx \left(\sum _{\mathbf {k} }F(\mathbf {k} )e^{i\mathbf {k\cdot r} }\right)u_{\mathbf {k} =\mathbf {k} _{0}}(\mathbf {r} )=F(\mathbf {r} )u_{\mathbf {k} =\mathbf {k} _{0}}(\mathbf {r} )\ .}

## 衍射图样

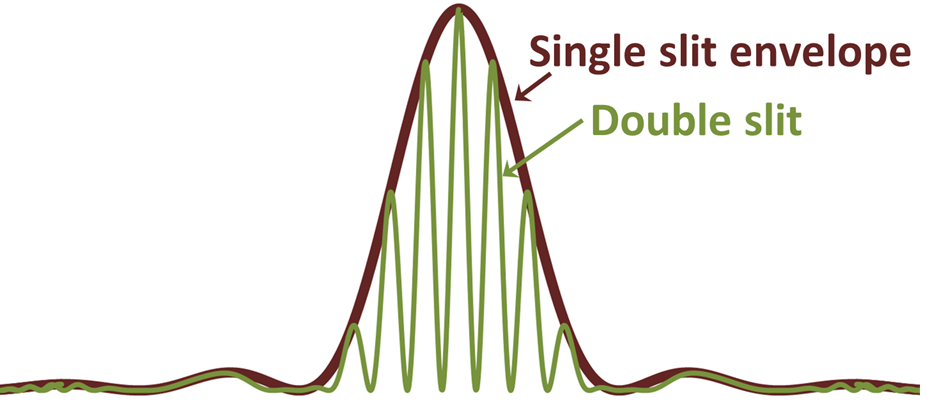
双峰衍射图样具有单缝包络线。

多缝衍射图样的包络由单缝衍射图样决定，后者的包络线如下：
{\displaystyle I_{1}=I_{0}\sin ^{2}\left({\frac {\pi d\sin \alpha }{\lambda }}\right)/\left({\frac {\pi d\sin \alpha }{\lambda }}\right)^{2}\ ,}
其中α是衍射角，d是狭缝宽度，λ是波长。对多个狭缝，图样为
{\displaystyle I_{q}=I_{1}\sin ^{2}\left({\frac {q\pi g\sin \alpha }{\lambda }}\right)/\sin ^{2}\left({\frac {\pi g\sin \alpha }{\lambda }}\right)\ ,}
其中q为狭缝数量，g是光栅常数。第一个因子即单缝结果I1，调制着第二个变化更快的因子，取决于狭缝数量与间距。

## 估计
包络检波器是从信号中提取包络的电子电路。
在数字信号处理中，可用希尔伯特变换或滑动平均RMS振幅估计包络。